# Kanadski hokejski pokal 1984
Kanadski hokejski pokal 1984 je bil tretji tovrstni mednarodni reprezentančni hokejski turnir, ki je potekal med 1. in 18. septembrom 1984. Po rednem delu, v katerem je vsaka od reprezentanc odigrala po pet tekem, so se v polfinale uvrstile kanadska, sovjetska, ameriška in švedska reprezentanca, v finalu pa je domača kanadska reprezentanca premagala švedsko z 2:0 v zmagah. 

## Postave
Kanada
- Drsalci:  Glenn Anderson, Brian Bellows, Mike Bossy, Bob Bourne, Raymond Bourque, Paul Coffey, Mike Gartner, Michel Goulet, Randy Gregg, Wayne Gretzky, Charlie Huddy, Kevin Lowe, Mark Messier, Rick Middleton, Larry Robinson, Peter Stastny, Brent Sutter, John Tonelli, Doug Wilson, Steve Yzerman
- Vratarji: Grant Fuhr, Réjean Lemelin, Pete Peeters
- Trenerji: Glen Sather, John Muckler, Ted Green, Tom Watt

 Češkoslovaška
- Drsalci: Petr Rosol, Igor Liba, Petr Klíma, Jiří Dudáček, Vladimír Růžička, Vladimír Caldr, Jiří Lála, Dušan Pašek, Ladislav Svozil, Vladimír Kames, Jiří Hrdina, Jaroslav Korbela, Vincent Lukáč, Miloslav Hořava, František Musil, Eduard Uvíra, Arnold Kadlec, Jaroslav Benák, Antonín Stavjaňa
- Vratarja: Dominik Hašek, Jaromír Šindel
- Trenerja: Luděk Bukač, Stanislav Nevesel

 Švedska
- Drsalci: Håkan Loob, Kent Nilsson, Bengt-Åke Gustafsson, Patrik Sundström, Peter Sundström, Thomas Steen, Anders Håkansson, Thomas Gradin, Per-Erik Eklund, Mats Näslund, Tomas Sandström, Jan Claesson, Mats Thelin, Anders Eldebrink, Jan Lindholm, Michael Thelvén, Bo Ericson, Peter Andersson, Thomas Eriksson<
- Vratarji: Rolf Ridderwall, Peter Lindmark, Göte Wälitalo
- Trenerja: Leif Boork, Curt Lindström

 ZDA
- Drsalci: Bob Brooke, Aaron Broten, Neal Broten, Bobby Carpenter,  Chris Chelios, Dave Christian, Bryan Erickson, Mark Fusco, Tom Hirsch, Phil Housley, David A. Jensen,  Mark Johnson, Rod Langway, Brian Lawton, Brian Mullen, Joe Mullen, Ed Olczyk, Mike Ramsey, Gordie Roberts, Bryan Trottier
- Vratarja: Tom Barrasso, Glenn Resch
- Trenerja: Bob Johnson

 Sovjetska zveza
- Drsalci: Vladimir Krutov, Igor Larionov, Sergej Svetlov, Irek Gimajev, Mihail Varnakov, Sergej Šepelev, Sergej Makarov, Sergej Jašin, Aleksander Skvorcov, Mihail Vasiljev, Aleksander Koževnikov, Anatolij Semenov, Vladimir Kovin, Vladimir Zubkov, Igor Stelnov, Vasilij Pervuhin, Aleksej Kasatonov, Aleksej Gusarov, Sergej Starikov, Zinetula Biljaletdinov
- Vratarja: Vladimir Miškin, Aleksander Tiznih
- Trenerja: Viktor Tihonov, Vladimir Jurzinov

 Zahodna Nemčija
- Drsalci: Peter Schiller, Ernst Höfner, Franz Reindl, Manfred Wolf, Peter Obresa, Marcus Kuhl, Holger Meitinger, Gerd Truntschka, Roy Roedger, Dieter Hegen, Helmut Steiger, Michael Betz, Andreas Niederberger, Udo Kiessling, Rainer Blum, Joachim Reil, Peter Scharf, Dieter Medicus, Ignaz Berndaner, Uli Hiemer
- Vratarja: Karl Friesen, Bernard Engelbrecht
- Trener: Xaver Unsinn

## Tekme

### Redni del
T-tekme, Z-zmage, N-neodločeni izidi, P-porazi, GR-gol razlika, T-točke.
| Reprezentanca   | T | Z | N | P | GR    | T  |
| --------------- | - | - | - | - | ----- | -- |
| Sovjetska zveza | 5 | 5 | 0 | 0 | 22-7  | 10 |
| ZDA             | 5 | 3 | 1 | 1 | 21–13 | 7  |
| Švedska         | 5 | 3 | 0 | 2 | 15–16 | 6  |
| Kanada          | 5 | 2 | 1 | 2 | 23–18 | 5  |
| Češkoslovaška   | 5 | 0 | 1 | 4 | 10–21 | 1  |
| Zahodna Nemčija | 5 | 0 | 0 | 5 | 13–29 | 1  |

| 1. september 1984 | ZDA | 7–1 | Švedska | Halifax |

| Poročilo tekme      | Poročilo tekme | Poročilo tekme | Poročilo tekme | Poročilo tekme |
| ------------------- | -------------- | -------------- | -------------- | -------------- |
| Začetek: ni podatka |                |                |                |                |

| 1. september 1984 | Kanada | 7–2 | Zahodna Nemčija | Montréal |

| Poročilo tekme      | Poročilo tekme | Poročilo tekme | Poročilo tekme | Poročilo tekme |
| ------------------- | -------------- | -------------- | -------------- | -------------- |
| Začetek: ni podatka |                |                |                |                |

| 2. september 1984 | Sovjetska zveza | 6–0 | Češkoslovaška | Montréal |

| Poročilo tekme      | Poročilo tekme | Poročilo tekme | Poročilo tekme | Poročilo tekme |
| ------------------- | -------------- | -------------- | -------------- | -------------- |
| Začetek: ni podatka |                |                |                |                |

| 3. september 1984 | Kanada | 4–4 | ZDA | Montréal |

| Poročilo tekme      | Poročilo tekme | Poročilo tekme | Poročilo tekme | Poročilo tekme |
| ------------------- | -------------- | -------------- | -------------- | -------------- |
| Začetek: ni podatka |                |                |                |                |

| 4. september 1984 | Sovjetska zveza | 3–2 | Švedska | Montréal |

| Poročilo tekme      | Poročilo tekme | Poročilo tekme | Poročilo tekme | Poročilo tekme |
| ------------------- | -------------- | -------------- | -------------- | -------------- |
| Začetek: ni podatka |                |                |                |                |

| 4. september 1984 | Češkoslovaška | 4–4 | Zahodna Nemčija | London |

| Poročilo tekme      | Poročilo tekme | Poročilo tekme | Poročilo tekme | Poročilo tekme |
| ------------------- | -------------- | -------------- | -------------- | -------------- |
| Začetek: ni podatka |                |                |                |                |

| 6. september 1984 | Sovjetska zveza | 8–1 | Zahodna Nemčija | Edmonton |

| Poročilo tekme      | Poročilo tekme | Poročilo tekme | Poročilo tekme | Poročilo tekme |
| ------------------- | -------------- | -------------- | -------------- | -------------- |
| Začetek: ni podatka |                |                |                |                |

| 6. september 1984 | ZDA | 3–2 | Češkoslovaška | Buffalo |

| Poročilo tekme      | Poročilo tekme | Poročilo tekme | Poročilo tekme | Poročilo tekme |
| ------------------- | -------------- | -------------- | -------------- | -------------- |
| Začetek: ni podatka |                |                |                |                |

| 6. september 1984 | Švedska | 4–2 | Kanada | Vancouver |

| Poročilo tekme      | Poročilo tekme | Poročilo tekme | Poročilo tekme | Poročilo tekme |
| ------------------- | -------------- | -------------- | -------------- | -------------- |
| Začetek: ni podatka |                |                |                |                |

| 8. september 1984 | Švedska | 4–1 | Zahodna Nemčija | Calgary |

| Poročilo tekme      | Poročilo tekme | Poročilo tekme | Poročilo tekme | Poročilo tekme |
| ------------------- | -------------- | -------------- | -------------- | -------------- |
| Začetek: ni podatka |                |                |                |                |

| 8. september 1984 | Sovjetska zveza | 2–1 | ZDA | Edmonton |

| Poročilo tekme      | Poročilo tekme | Poročilo tekme | Poročilo tekme | Poročilo tekme |
| ------------------- | -------------- | -------------- | -------------- | -------------- |
| Začetek: ni podatka |                |                |                |                |

| 8. september 1984 | Kanada | 7–2 | Češkoslovaška | Calgary |

| Poročilo tekme      | Poročilo tekme | Poročilo tekme | Poročilo tekme | Poročilo tekme |
| ------------------- | -------------- | -------------- | -------------- | -------------- |
| Začetek: ni podatka |                |                |                |                |

| 10. september 1984 | ZDA | 6–4 | Zahodna Nemčija | Calgary |

| Poročilo tekme      | Poročilo tekme | Poročilo tekme | Poročilo tekme | Poročilo tekme |
| ------------------- | -------------- | -------------- | -------------- | -------------- |
| Začetek: ni podatka |                |                |                |                |

| 10. september 1984 | Švedska | 3–1 | Češkoslovaška | Vancouver |

| Poročilo tekme      | Poročilo tekme | Poročilo tekme | Poročilo tekme | Poročilo tekme |
| ------------------- | -------------- | -------------- | -------------- | -------------- |
| Začetek: ni podatka |                |                |                |                |

| 10. september 1984 | Sovjetska zveza | 6–3 | Kanada | Edmonton |

| Poročilo tekme      | Poročilo tekme | Poročilo tekme | Poročilo tekme | Poročilo tekme |
| ------------------- | -------------- | -------------- | -------------- | -------------- |
| Začetek: ni podatka |                |                |                |                |

### Zaključni boji

#### Polfinale
*-po podaljšku.
| 12. september 1984 | ZDA | 2–9 | Švedska | Edmonton |

| Poročilo tekme      | Poročilo tekme      | Poročilo tekme  | Poročilo tekme                                                                     | Poročilo tekme |
| ------------------- | ------------------- | --------------- | ---------------------------------------------------------------------------------- | -------------- |
| Začetek: ni podatka | Lawton 41 Olczyk 51 | (0:4, 0:2, 2:3) | 06 Loob 06 Steen 12 Eklund 12 Loob 31 Steen 32 Gradin 48 Thelin 56 Loob 59 Nilsson |                |

| 13. september 1984 | Sovjetska zveza | 2–3* | Kanada | Calgary |

| Poročilo tekme      | Poročilo tekme        | Poročilo tekme       | Poročilo tekme                | Poročilo tekme |
| ------------------- | --------------------- | -------------------- | ----------------------------- | -------------- |
| Začetek: ni podatka | Svetlov 46 Makarov 48 | (0:0, 0:1, 2:1, 0:1) | 28 Tonelli 54 Wilson 73 Bossy |                |

#### Finale
Igralo se je na dve zmagi.
| 16. september 1984 | Švedska | 2–5 | Kanada | Calgary |

| Poročilo tekme      | Poročilo tekme   | Poročilo tekme  | Poročilo tekme                                          | Poročilo tekme |
| ------------------- | ---------------- | --------------- | ------------------------------------------------------- | -------------- |
| Začetek: ni podatka | Loob 12 Steen 53 | (1:2, 0:1, 1:2) | 13 Gartner 14. Middleton 33 Goulet 46 Goulet 57 Gretzky |                |

| 18. september 1984 | Kanada | 6–5 | Švedska | Edmonton |

| Poročilo tekme      | Poročilo tekme                                                   | Poročilo tekme  | Poročilo tekme                                  | Poročilo tekme |
| ------------------- | ---------------------------------------------------------------- | --------------- | ----------------------------------------------- | -------------- |
| Začetek: ni podatka | Messier 02 Gretzky 05 Robinson 06 Tonelli 08 Sutter 17 Coffey 25 | (5:1, 1:3, 0:1) | 20 Nilsson 25 Steen 29 Loob 40 Steen 42 Nilsson |                |

## Končni vrsti red
1. Kanada
2. Švedska
3. Sovjetska zveza
4. ZDA
5. Češkoslovaška
6. Zahodna Nemčija

## Najboljši strelci
T-tekme, G-goli, P-podaje, T-točke.
| Igralec             | T | G | P | T  |
| ------------------- | - | - | - | -- |
| 1. Wayne Gretzky    | 8 | 5 | 7 | 12 |
| 2. Michel Goulet    | 8 | 5 | 6 | 11 |
| 3. Paul Coffey      | 8 | 3 | 8 | 11 |
| 4. Kent Nilsson     | 8 | 3 | 8 | 11 |
| 5. Håkan Loob       | 8 | 6 | 4 | 10 |
| 6. Mike Bossy       | 8 | 5 | 4 | 9  |
| 7. John Tonelli     | 8 | 3 | 6 | 9  |
| 8. Thomas Steen     | 8 | 7 | 1 | 8  |
| 9. Rick Middleton   | 7 | 4 | 4 | 8  |
| 10. Vladimir Krutov | 6 | 3 | 5 | 8  |

## Idealna postava
- Vratar:  Vladimir Miškin
- Branilca: 
  -  Paul Coffey
  -  Rod Langway
- Napadalci:
  -  Wayne Gretzky
  -  Sergej Makarov
  -  John Tonelli (tudi MVP)